# Orphninotrichia
Orphninotrichia is een geslacht van schietmotten uit de familie Hydroptilidae.

## Soorten
Deze lijst van 17 stuks is mogelijk niet compleet.
- O. acta A Neboiss, 1977
- O. benambrica A Wells, 1983
- O. bilobata A Wells, 2002
- O. claviculata A Wells, 2002
- O. dundungra A Wells, 2002
- O. gilva A Wells, 1999
- O. justini A Wells, 1983
- O. maculata Mosely, 1934
- O. media A Wells, 1980
- O. originis A Wells, 1990
- O. papillata A Wells, 1980
- O. plumosa A Wells, 1999
- O. regia A Wells, 1980
- O. rugosa A Wells, 1999
- O. silicis A Wells, 1980
- O. squamosa A Wells, 1999
- O. subulata A Wells, 1983